# BS2000
BS2000 ou BS2000/OSD (sustentação com padrão POSIX) é um sistema operacional para computadores Fujitsu Siemens (anteriormente chamado de Siemens Nixdorf Informationssysteme) para mainframes. é um sistema operacional baseado em EBCDIC.
Portas para Apache e PHP foram feitas para BS2000.
Uma das bases de dados disponíveis para BS2000 é o SESAM, para que uma extensão de php 3 exista (http://www.php.net/sesam).  Outras bases de dados foram disponibilizadas, são elas: Adabas para Software AG e IDMS para Computer Associates e Oracle da empresa Oracle Corporation.
BS2000 podem rodar sob: VM2000 hypervisor.
BS2000 rodam em S- ou SX-series computer, que sejam baseados na arquitetura IBM System/390.